# كولن سميث (لاعب كرة قدم بريطاني)
كولن سميث (بالإنجليزية: Colin Smith)‏ هو لاعب كرة قدم بريطاني في مركز الدفاع، ولد في 30 نوفمبر 1951 في بيشوب أوكلاند ‏ في المملكة المتحدة. لعب مع ليدز يونايتد.